# Friedrich Kohlrausch (pedagog)
Heinrich Friedrich Theodor Kohlrausch, född den 5 november 1780 i Landolfshausen, död den 30 januari 1867 i Hannover, var en tysk skolman och författare av pedagogiska och historiska handböcker. Han var far till Rudolf Kohlrausch.
Kohlrausch verkade från 1830 som president i det nyinrättade överskolkollegiet i Hannover och omdanade det hannoverska skolväsendet i flera avseenden, bland annat genom införandet av en vetenskaplig prövningskornmission för lärarkandidater (1831) och utfärdandet av instruktion för abiturienternas mogenhetsprövningar (1839) samt genom att i de mindre städerna tillgodose i synnerhet realundervisningen. Åren 1825–1829 var han föreståndare för Verein für Geschichte und Altertumskunde Westfalens, Abt. Münster. Hans främsta arbeten är Die Geschichten und Lehren der Heiligen Schrift (1811; 30:e upplagan 1885), Die deutsche Geschichte für Schulen (1816; 16:e upplagan 1874), Handbuch für Lehrer höherer Schulen (2:a upplagan 1818), Anleitung für Volksschullehrer (4:e upplagan 1837).